# Ananepa
Ananepa là một chi bướm đêm thuộc họ Noctuidae.